# Harvey Mason, Jr.
Harvey Mason, Jr. (né le 3 juin 1968) est un auteur-compositeur américain, producteur de disques et producteur de cinéma. Vainqueur de six Grammy Award, il a écrit et produit des chansons pour d'autres artistes populaires de l'industrie musicale, y compris  Girls' Generation,SHINee, EXO, Aretha Franklin, Elton John, Whitney Houston, et Luther Vandross, ainsi que des artistes actuels tels que Britney Spears, Jordin Sparks, Chris Brown, Jennifer Hudson, Leona Lewis, Mary J. Blige et Justin Timberlake.

## Filmographie
- 2021 : Respect de Liesl Tommy